# 阿奇霉素
阿奇黴素（INN：azithromycin）另譯阿紅黴素 、阿齊紅黴素及亞茲索黴素，以 Zithromax（口服形式）和 Azasite（眼藥水形式）等商品名稱於市面銷售，是一種是屬於大环内酯的抗生素，用於治療若干種病菌感染，包括中耳炎、鏈球菌性咽炎、肺炎、旅行者腹瀉和某些胃腸炎。也用於治療某些性傳染病，包含衣原體感染疾病和淋病，或可與不同藥物聯合使用，以治療瘧疾。給藥方式有口服給藥、靜脈注射或是用於眼睛的眼藥水。
使用此藥物常見的副作用有噁心、嘔吐、腹瀉和胃部不適。可能會出現過敏反應，例如過敏性休克，或是艱難擬梭菌感染導致的腹瀉。阿奇黴素會導致心電圖中QT間期延長，可能導致危及生命的心律不整（例如尖端扭轉型室性心搏過速）。個體於懷孕期間使用未發現會對胎兒造成危害。而在母乳哺育期間的個體使用，對於嬰兒的安全性尚未得到證實，但可能屬於安全。阿奇黴素是一種阿扎利德類抗生素，是巨環內酯類抗生素家族中的一種。它的作用是減少病菌蛋白質的產生，而阻止其生長。
阿奇黴素於1980年由南斯拉夫（現為克羅埃西亞）名為Pliva製藥（目前已為梯瓦製藥子公司）發現，並於1988年取得用於醫療用途的核准。它已列入世界衛生組織基本藥物標準清單之中，歸類為巨環內酯類和酮內酯類抗生素。此外，世界衛生組織（WHO）也將其列為對抗日益嚴重的抗生素抗藥性不可或缺的藥物。市面上有其通用名藥物販售。此藥物於市面上有為數眾多的品牌流通。其於2022年在美國最常使用處方藥中排名第78，開立的處方箋數量超過800萬張。
此藥物的通用名药物價格也十分親民，一劑批發價約在0.18-2.98美元左右。截止2018年，在美國的每個疗程花费约为4美元。

## 醫療用途
阿奇黴素用於治療多種感染，包括：急性細菌性鼻窦炎、咽炎、扁桃体炎等上呼吸道感染、急性中耳炎、沙眼、包括支气管炎、社區型肺炎等下呼吸道感染。
阿奇霉素另可用于男女性传播疾病中沙眼衣原体所导致的单纯性生殖器感染。亦可用于由非多重耐药淋球菌所致的单纯性生殖器感染及由杜克嗜血杆菌引起的软下疳（需排除霉素螺旋体的合并感染、單純性皮膚感染、恙蟲病，以及預防和治療細菌性慢性阻塞性肺病急性惡化。

### 抗菌效力
阿奇黴素具有相對廣泛但較淺的抗菌活性。它可抑制一些革蘭氏陽性菌（需氧和兼性革蘭氏陽性微生物）、一些革蘭氏陰性菌（需氧和兼性厭氧革蘭氏陰性微生物）和許多非典型細菌（厭氧微生物及其他微生物）。

### 懷孕和哺乳時期
目前尚未發現個體於懷孕期間使用阿奇黴素會對胎兒有不良影響。但也尚未對於此有充分的研究。
雖然目前研究顯示母乳中阿奇黴素濃度較低，且該藥物也用於治療幼兒，但此藥物在哺乳期對嬰兒的安全性仍有待進一步確認。哺乳婦女若要使用此藥，建議諮詢醫師，以利評估風險與效益，並在醫師指導下用藥。

### 呼吸道疾病
阿奇黴素之所以能有效改善氣喘症狀，在於其兼具抗菌、抗病毒和抗發炎等多重作用，能從不同面向抑制哮喘的發展。
阿奇黴素似可透過抑制發炎過程，有效治療慢性阻塞性肺病。[阿奇黴素可能透過這種機制能有效治療鼻竇炎。據信阿奇黴素透過抑制某些可能導致呼吸道發炎的免疫反應而產生效用。

## 用法用量
连用三日
- 成人：500毫克/次/日
- 儿童：250毫克/次/日

## 禁忌
对巨环内酯类抗生素过敏者禁用。

## 注意
动物实验显示本品对胎儿无影响，但在人类孕妇中应用尚缺乏经验，故在孕妇中应用须充分权衡利弊。尚无资料显示本品是否可分泌至母乳中，故哺乳期妇女应用须谨慎考虑。

## 不良反應
使用此藥物最常見的不良反應有腹瀉 (5%)、噁心 (3%)、腹痛 (3%) 和嘔吐。不到1%的人因副作用而停止服用。有發生神經緊張、皮膚反應和過敏性休克的報導。有發生艱難擬梭菌感染的報導。另有转氨酶升高（少数患者出现胆汁淤积性肝炎）及少数患者出现白细胞计数减少。阿奇黴素不會影響避孕藥的功效，與某些抗生素（如利福平）不同。也有聽力損失的報導。
美國食品藥物管理局（FDA）於2013年發出警告：阿奇黴素會導致心電圖中QT間期延長，可能導致危及生命的心律不整（例如尖端扭轉型室性心搏過速}）,对于已存在心脏问题（比如长Q-T间期综合症、低钾/镁血症、心率异常/过慢等）的患者的风险明显增高，更須謹慎。

## 藥物交互作用
与氢氧化铝、硫酸镁等抗酸药同时服用会降低阿齐霉素的血浆浓度峰值。与牛奶或其他乳制品同时服用，并不减弱药性。

### 秋水仙素
阿奇黴素不應與秋水仙素一起服用，因為可能導致個體發生秋水仙素中毒。秋水仙素中毒的症狀有胃腸道不適、發燒、肌肉痛、全血細胞減少和器官衰竭。

### 抑制CYP3A4作用
阿奇黴素能輕微抑制CYP3A4（身體中的一種重要的酶，主要存在於肝臟和小腸。它可以氧化外源有機小分子（異生素，xenobiotics），如毒素或藥物，以便讓其排出體外）的活性，因此對他汀類藥物的藥物代謝動力學影響不大，被認為是種比其他巨環內酯類抗生素更安全的選擇。

## 藥理學

### 作用機轉
阿奇黴素的作用機制是結合細菌核糖體的50S次單位（50S subunit），阻斷信使核糖核酸（mRNA）的轉譯過程，進而抑制蛋白質合成，最終導致細菌死亡。值得注意的是阿奇黴素不會影響細菌的核酸合成。

### 藥物代謝動力學
阿奇黴素是一種酸穩定的抗生素，因此可口服，不會被胃酸破壞。它很容易被吸收，但空腹服用會有更好的吸收效果。口服劑型的成人最大血藥濃度（Tmax）需時2.1至3.2小時。由於阿奇黴素的生物半衰期較長，因此一次給藥較大劑量後，藥物能長時間停留在體內，持續發揮抗菌作用。
阿奇黴素的生物半衰期長達68小時，一次服用500毫克劑量後，藥物能長時間停留在體內。多數以藥物原形排出人體（主要經由膽汁，少量經由尿液）。

### 其他
根據美Cassondra L Cramer et al. (2017) 之綜合性報告- 已被證實有如其他 Macrolide 類藥物之 bacteriostatic 非殺菌 bacteriocidal 作用，但它還有很強之免疫調節作用，已証明很有効用於各類慢性疾病，因它能降低在急性階段產生之促進炎症之細胞激素 pro－inflammatory cytokines 而促進緩解後階段炎症有利治療急性呼吸宭迫症而對抗 cytokinin storm。實際上它對呼吸道上皮細胞有直接作用，因而維護其作用而減少粘液分泌，因此它可用之於各類慢性肺部疾病包括慢性阻塞性肺病/Cystic fibrosis（CF）/非CF支氣管擴張症/彌漫性泛支氣管炎/小支氣管炎/bronchiolitis obliterans syndrome 及氣喘等 ,還有急性細菌性鼻竇炎/急性細菌性中耳炎/咽喉炎/扁桃炎/慢性氣管炎急性惡化/民間所患肺炎;更防治菌類 Mycobacterium avium 最重要乃對會致命之敗血症有効。
依反應出現次序 :
＊臨床効用：抗細菌/抗炎症/抗分泌/組織修復及治癒——肺上皮細胞恢復其作用。
＊細胞性作用：減少PMN嗜中性白血球、大吞噬細胞及其他炎症細胞之轉移，增加PMN之自我死亡及 T helper cell 轉傾成 Th－2。
＊生化作用：經由抑制 Transcription Factor nuclear factor-Kappa B NfK－B 降低 pro-inflammatory cytokinines 促進炎症之細胞激素包括 lL－8，IL－6，GM－CSF，MMPs，TNF－a 等更會降低ROS。

## 化学合成
将红黴素肟（Erythromycin Oxime）经贝克曼重排（Beckmann Rearrangement）后得到扩环产物（參見擴環與縮環），再经还原、N-甲基化等反应，将氮原子引入到大环内酯骨架中，制得含氮的15元环红霉素衍生物阿奇霉素。

## 歷史
藥物由Pliva製藥於1980年發現。Pliva製藥與1981年為其取得專利。繼而與輝瑞製藥簽約，讓輝瑞製藥擁有在西歐和美國獨家銷售的權利。Pliva製藥自行在中歐與東歐進行銷售。輝瑞製藥另外於1991年取得授權，在前述以外市場以Zithromax的商品名稱銷售此藥物。阿奇黴素的專利保護於2005年到期。

## 社會與文化

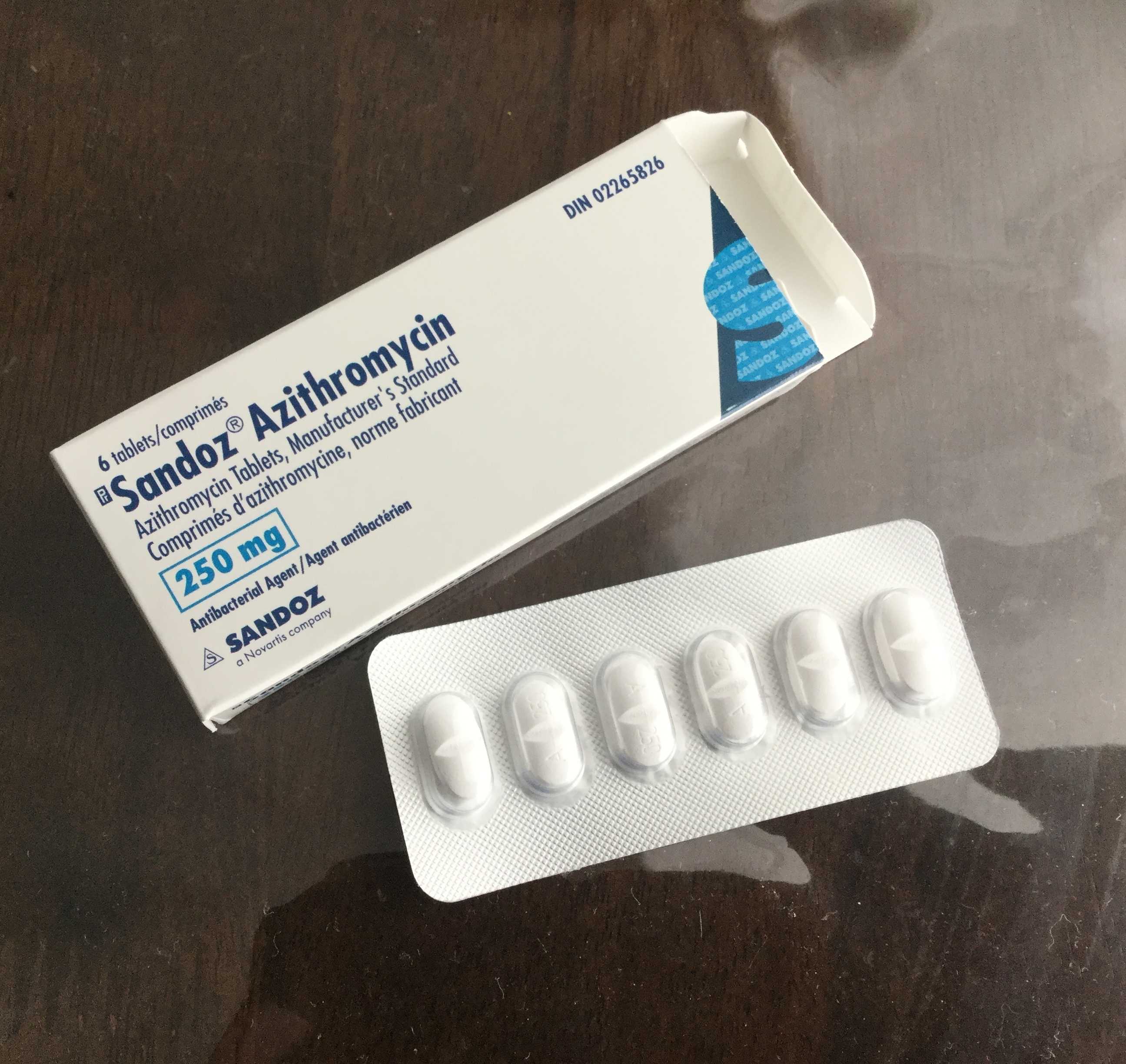
商品名稱為Zithromax的阿奇黴素250毫克口服片劑（加拿大）。

### 市售配方
市面上有阿奇黴素的通用名藥物流通。此藥物有薄膜錠、膠囊、口服懸浮液、靜脈注射液、袋裝顆粒懸浮液和眼藥水等劑型。

### 使用
於2010年，阿奇黴素是美國門診最常開立的抗生素，而在瑞典，門診抗生素的使用率只有美國的3分之1，巨環內酯類抗生素僅佔使用處方藥中的3%。於2017年和2022年，阿奇黴素是美國門診第二常用的抗生素。而此藥物於2022年是美國第78位最常使用的處方藥，開立處方籤數量有800萬份。

### 品牌名稱
阿奇黴素在全球以甚為眾多的商品名稱銷售。如：日舒、维宏、派奇、泰利特、希舒美。
它也和頭孢克肟組成複方藥販售。也有和尼美舒利組成的複方藥販售。

## 研究
阿奇黴素被認為能透過抑制促發炎細胞因子的產生，同時增強抗發炎細胞因子的生成，來達到減輕炎症的作用。
阿奇黴素不僅用於治療感染，其在治療各種疾病，包括呼吸系統疾病（如囊腫性纖維化惡化、氣喘和慢性阻塞性肺病）以及由SARS-CoV-2引起的COVID-19等，都受到廣泛的研究。在針對治療COVID-19方面的研究，後來以成效不佳，或是有副作用，而不再進行。

## 药物分类
- 红霉素衍生物
- 大环内酯类抗生素